# Карлос Антоніо де Соуза Жуніор
Карлос Антоніо де Соуза Жуніор (порт. Carlos Antonio de Souza Júnior), більш відомий як Карліньйос (порт. Carlinhos; нар. 8 серпня 1994, Ріо-де-Жанейро) — бразильський футболіст, нападник клубу «Сімідзу С-Палс».

## Ігрова кар'єра
Народився 8 серпня 1994 року в місті Ріо-де-Жанейро. Вихованець футбольної школи клубу «Парана». Дорослу футбольну кар'єру розпочав 2013 року в основній команді того ж клубу, в якій провів три сезони, взявши участь у 36 матчах Серії Б.
У сезоні 2016 року грав за клуб Серії С «Ботафогу» (Жуан-Песоа), відігравши за команду з Жуан-Песоа 28 ігор в усіх турнірах, в яких забив 4 голи.
В січні 2017 року перейшов до швейцарського «Лугано». Дебютував на найвищому рівні в Швейцарії 4 лютого 2017 року у виїзному матчі проти "Базеля" (0:4). Станом на 30 жовтня 2019 року відіграв за команду з Лугано 85 матчів в національному чемпіонаті.

## Статистика виступів

### Статистика клубних виступів
| Сезон              | Команда                 | Чемпіонат          | Чемпіонат | Чемпіонат | Національний кубок | Національний кубок | Національний кубок | Континентальні кубки | Континентальні кубки | Континентальні кубки | Інші змагання | Інші змагання | Інші змагання | Усього | Усього |
| Сезон              | Команда                 | Ліга               | Ігор      | Голів     | Ліга               | Ігор               | Голів              | Ліга                 | Ігор                 | Голів                | Ліга          | Ігор          | Голів         | Ігор   | Голів  |
| ------------------ | ----------------------- | ------------------ | --------- | --------- | ------------------ | ------------------ | ------------------ | -------------------- | -------------------- | -------------------- | ------------- | ------------- | ------------- | ------ | ------ |
| 2013               | «Парана»                | B (ІІ)+A1/П        | 7+12      | 0+4       | КБ                 | 2                  | 1                  | -                    | -                    | -                    | -             | -             | -             | 21     | 5      |
| 2014               | «Парана»                | B (ІІ)]+A1/П       | 18+5      | 2+0       | КБ                 | 1                  | 0                  | -                    | -                    | -                    | -             | -             | -             | 24     | 2      |
| 2015               | «Парана»                | B (ІІ)+A1/П        | 11+9      | 1+3       | КБ                 | 1                  | 0                  | -                    | -                    | -                    | -             | -             | -             | 21     | 4      |
| Усього за «Парану» | Усього за «Парану»      | Усього за «Парану» | 62        | 10        |                    | 4                  | 1                  |                      | -                    | -                    |               | -             | -             | 66     | 11     |
| 2016               | «Ботафогу» (Жуан-Песоа) | С (ІІІ)            | 15        | 1         | КБ                 | 7                  | 2                  | -                    | -                    | -                    | КН            | 6             | 1             | 28     | 4      |
| 2016–17            | «Лугано»                | СЛ                 | 17        | 4         | КШ                 | -                  | -                  | -                    | -                    | -                    | -             | -             | -             | 17     | 4      |
| 2017–18            | «Лугано»                | СЛ                 | 29        | 10        | КШ                 | 4                  | 2                  | ЛЄ                   | 3                    | 2                    | -             | -             | -             | 36     | 14     |
| 2018–19            | «Лугано»                | СЛ                 | 31        | 13        | КШ                 | 3                  | 1                  | -                    | -                    | -                    | -             | -             | -             | 34     | 14     |
| Усього за «Лугано» | Усього за «Лугано»      | Усього за «Лугано» | 77        | 27        |                    | 7                  | 3                  |                      | 3                    | 2                    |               | -             | -             | 87     | 32     |
| Усього за кар'єру  | Усього за кар'єру       | Усього за кар'єру  | 120       | 20        |                    | 15                 | 5                  |                      | 3                    | 2                    |               | 6             | 1             | 144    | 28     |